# Hontxarivske
Hontxarivske (en ucraïnès: Гончарівське) és un assentament de tipus urbà al raion de Txerníhiv de l'oblast de Txerníhiv, a Ucraïna. La 1a Brigada Blindada i el 12è Batalló de Tancs estan estacionats a l'assentament. Acull l'administració de l'assentament de la hromada de Hontxarivske, un dels hromades d'Ucraïna.
Població: 3.289 (2022) 

## galeria

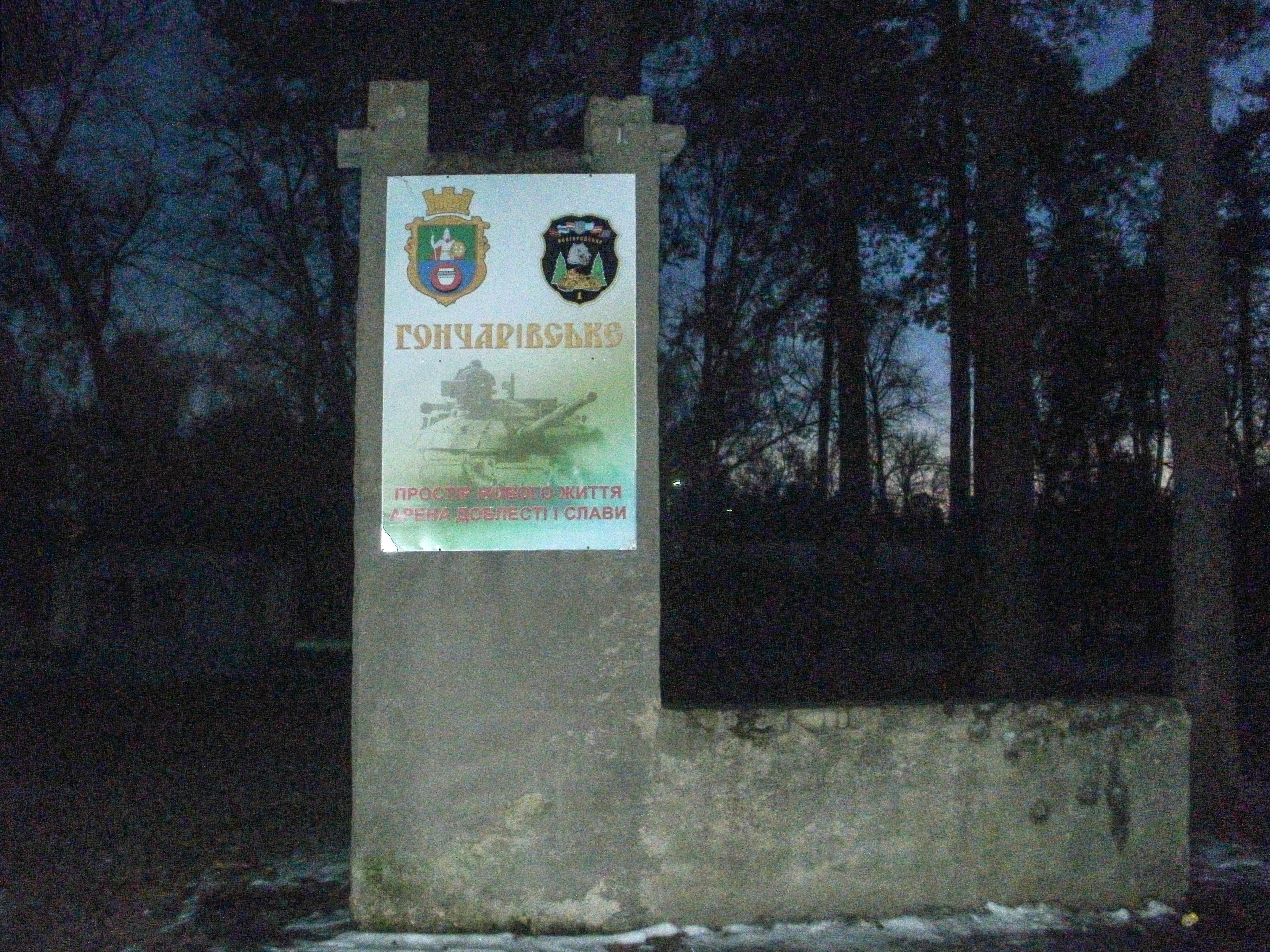
Senyal de la ciutat
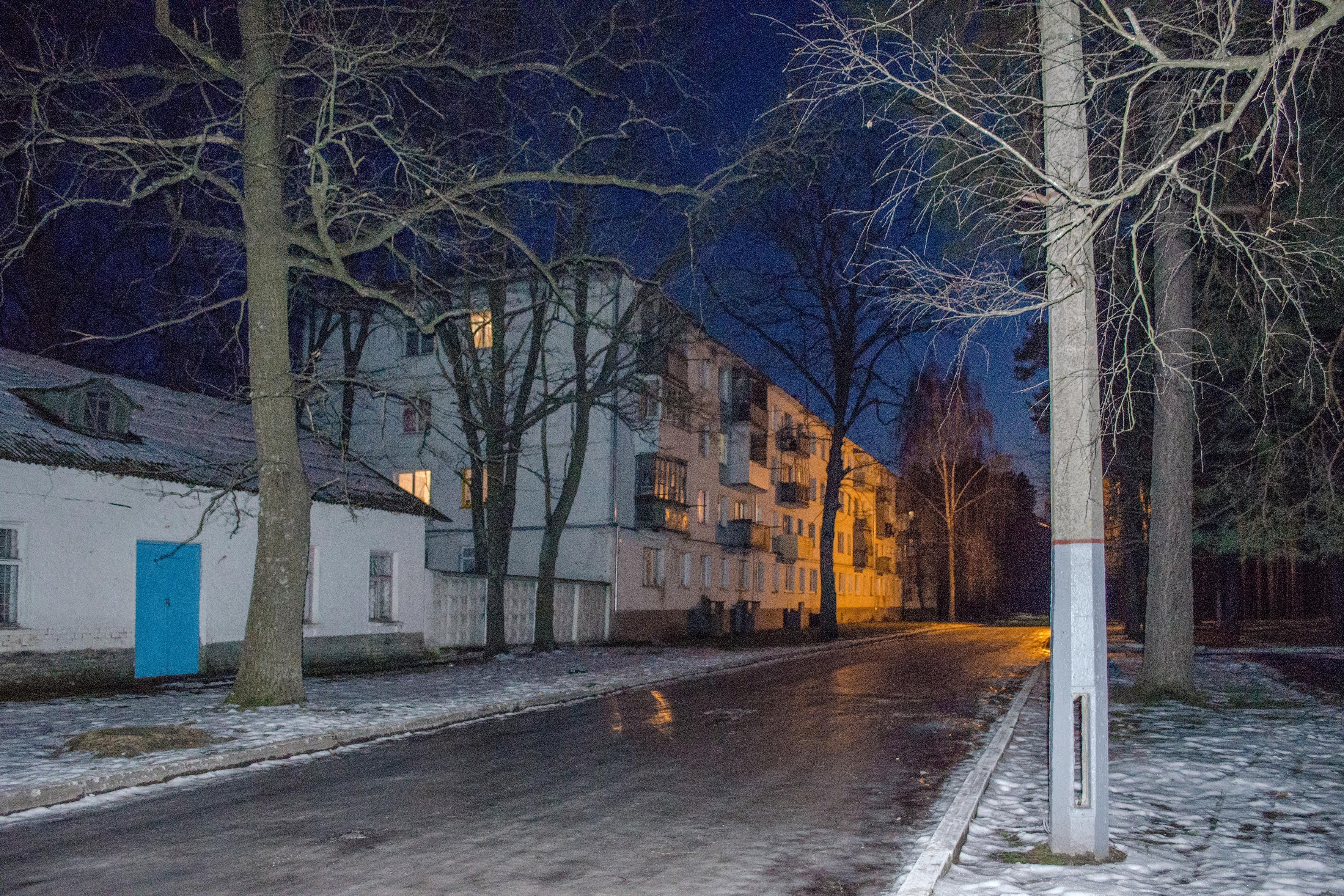
Carrer de nit
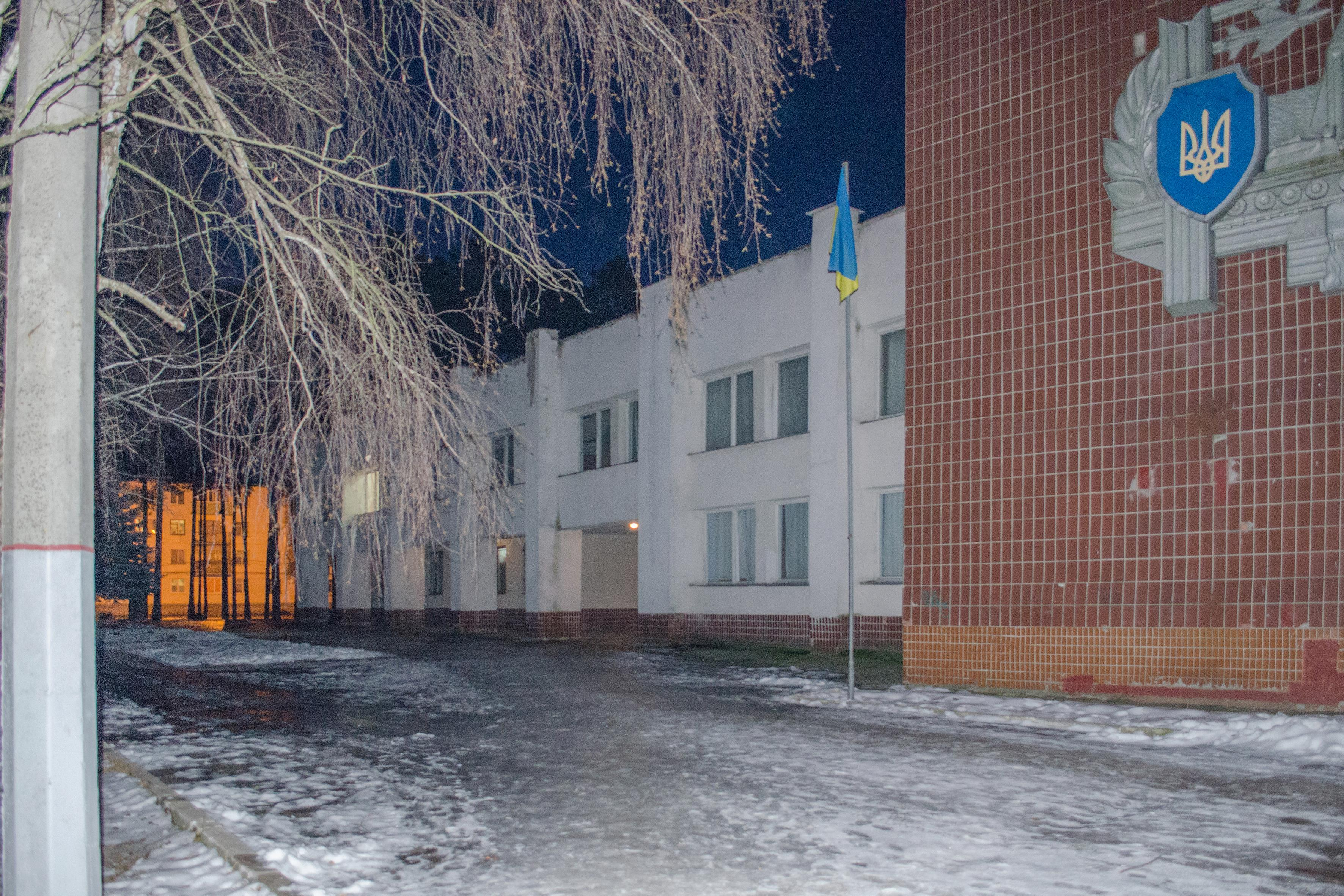
Casa d'oficials
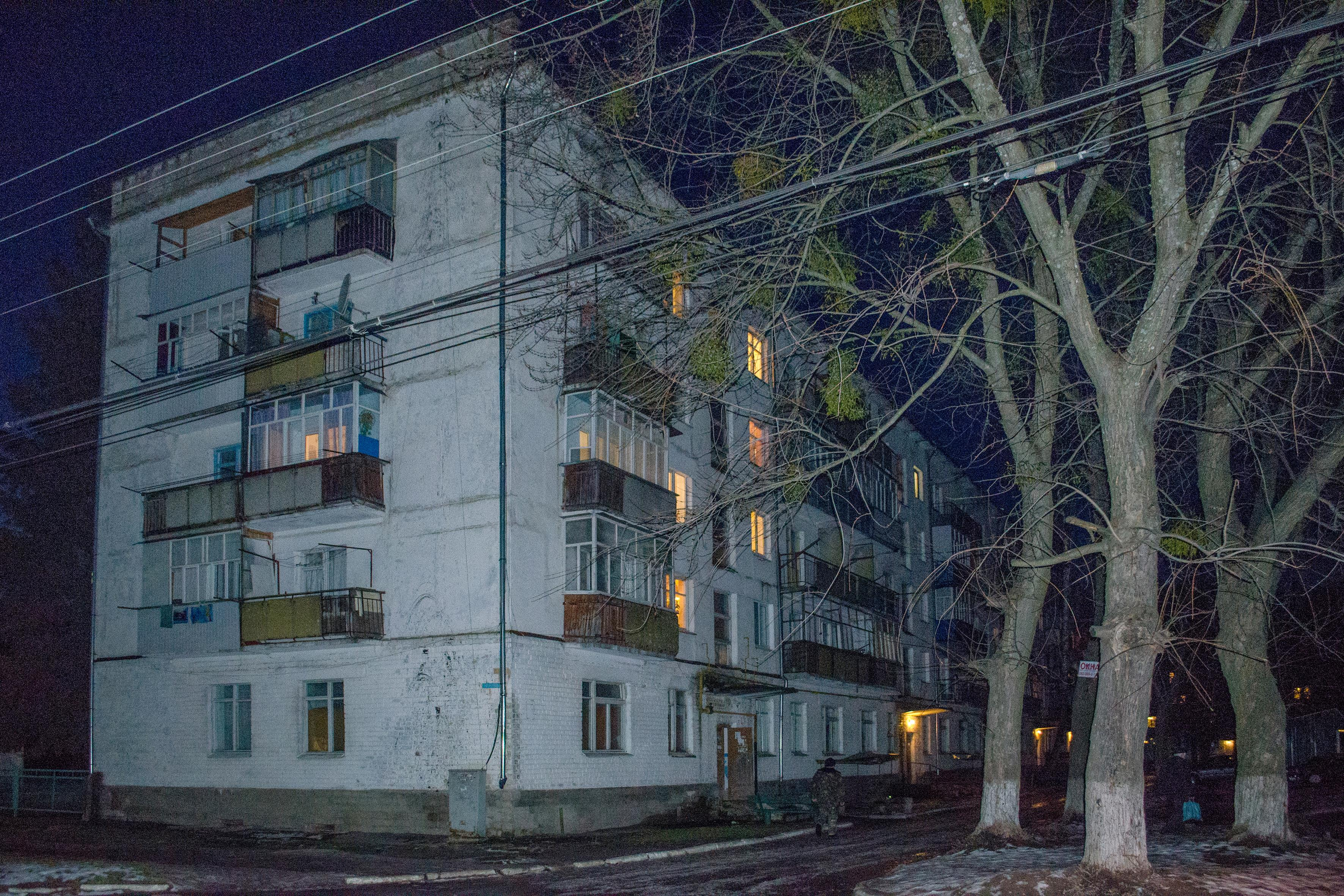
Només casa
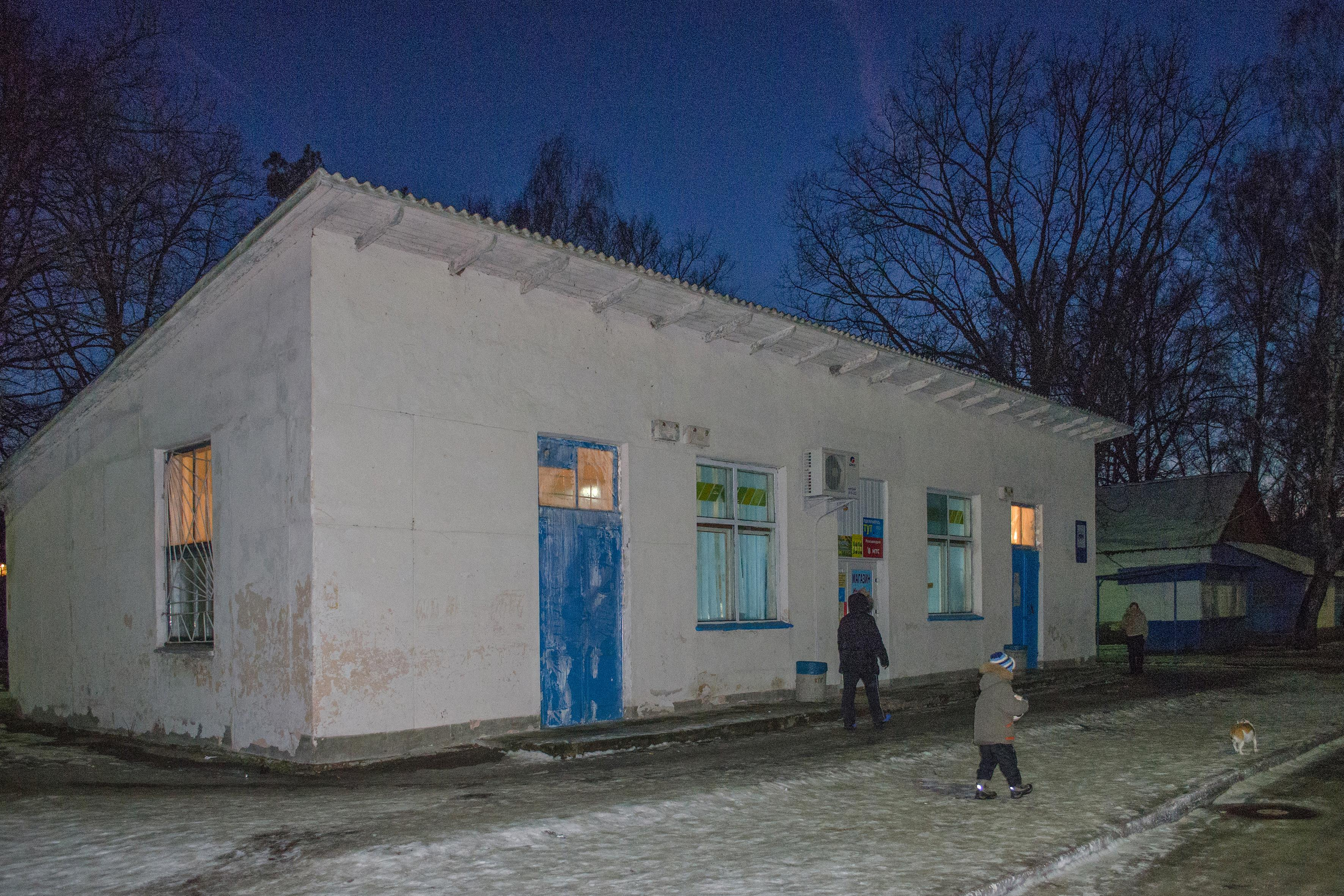
Parada d'autobús
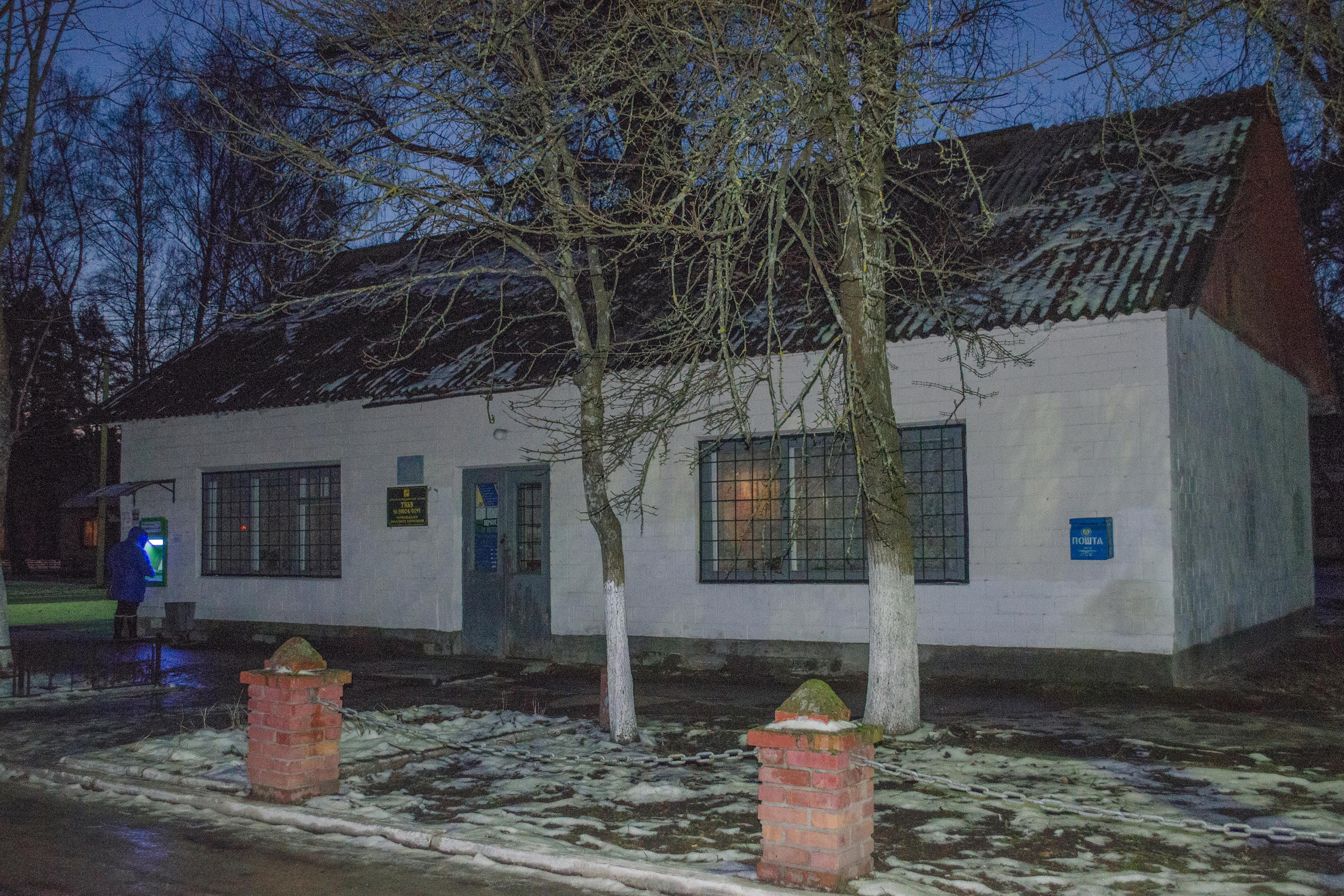
Banc
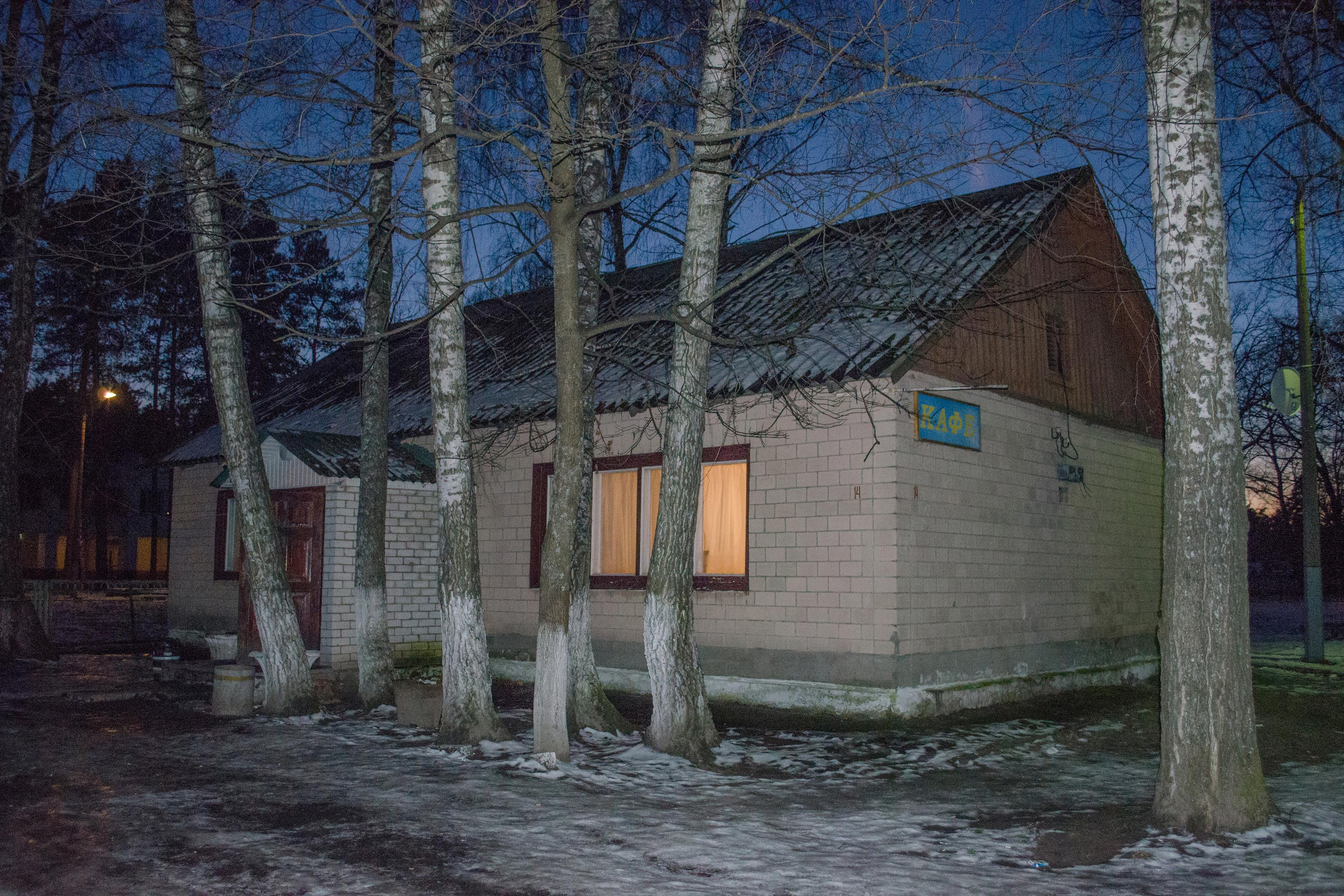
Cafè
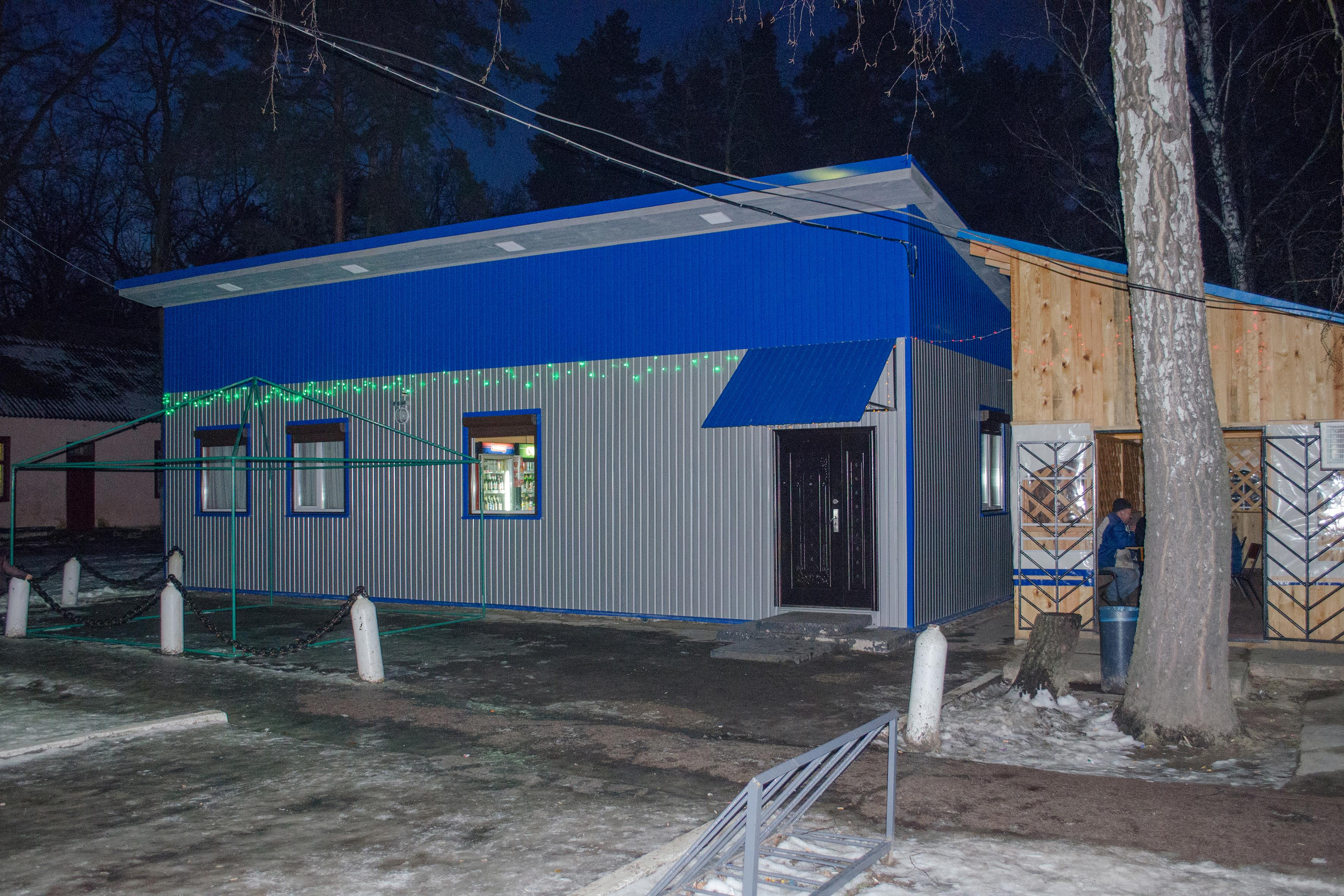
Botiga
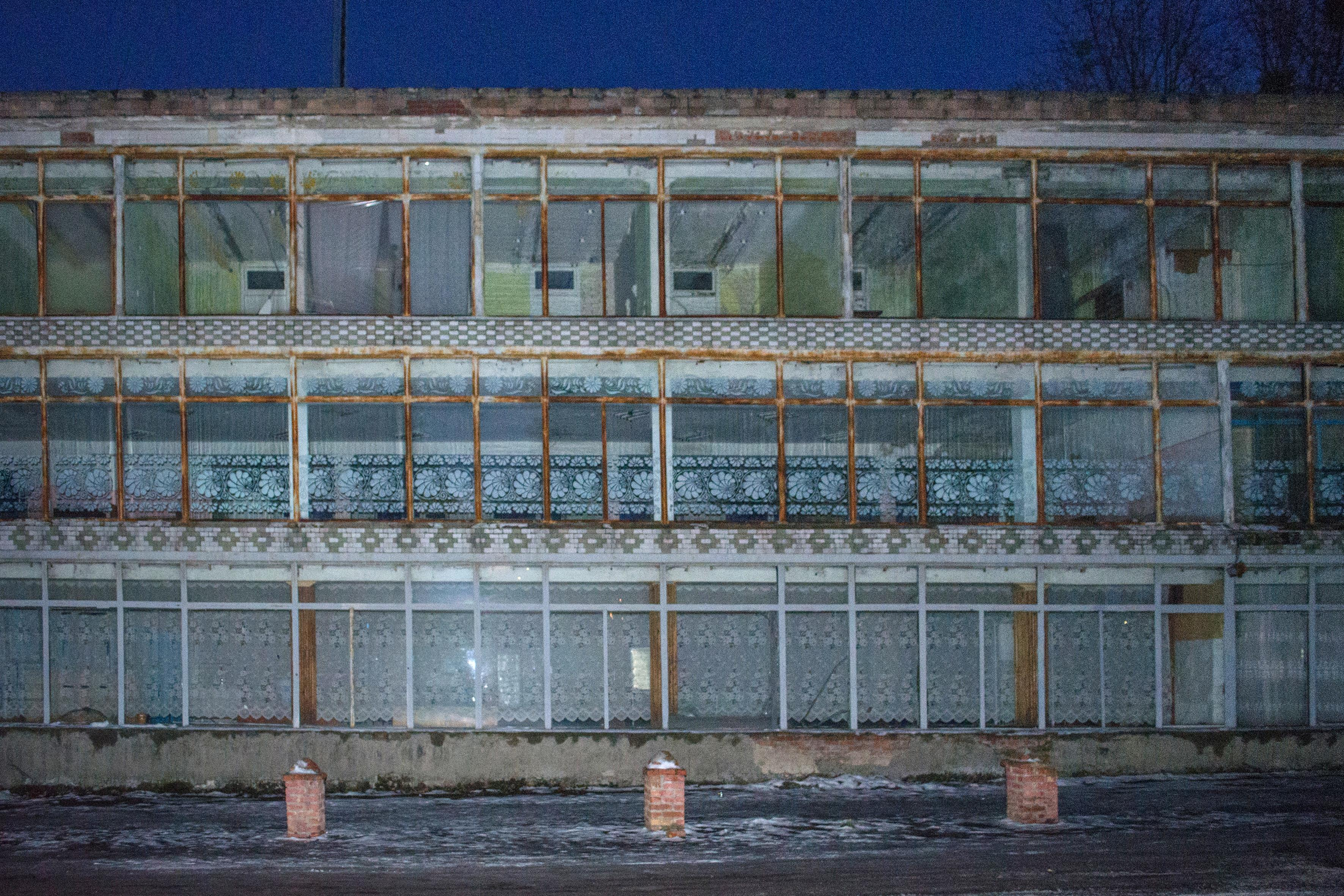
Instal·lacions comercials abandonades